# Amblyglyphidodon flavopurpureus
Amblyglyphidodon flavopurpureus là một loài cá biển thuộc chi Amblyglyphidodon trong họ Cá thia. Loài này được mô tả lần đầu tiên vào năm 2012.

## Từ nguyên
Tính từ định danh của loài được ghép bởi hai từ trong tiếng Latinh: flavus ("vàng") và purpureus ("tím"), hàm ý đề cập đến hai tông màu nổi bật của loài cá này.

## Phạm vi phân bố và môi trường sống
A. flavopurpureus hiện chỉ được biết đến tại vịnh Cenderawasih (Tây Papua, Indonesia). Loài này sinh sống tập trung gần những rạn san hô viền bờ, được quan sát nhiều nhất ở khu vực có nhiều san hô thuộc chi Gorgonia và san hô đen, độ sâu khoảng từ 10 đến 30 m.

## Mô tả
A. flavopurpureus có chiều dài cơ thể tối đa được ghi nhận là 9,4 cm. Cá trưởng thành chủ yếu là màu tím (hơi xám), lốm đốm các vệt màu xanh lam sáng trên má và ngực. Trán có màu nâu phớt vàng. Cuống đuôi và một phần thân sau (giáp vây lưng sau) có màu vàng da cam. Vây lưng và vây hậu môn màu lam xám. Vây đuôi có viền vàng cam ở rìa trên và dưới. Vây bụng hơi vàng. Cá con ánh màu bạc, hơi tím ở trán. Vây lưng và vây hậu môn màu xám nhạt, trong suốt trở ra sau; dải vàng ở rìa vây.
Số gai ở vây lưng: 11–13; Số tia vây ở vây lưng: 12–13; Số gai ở vây hậu môn: 2; Số tia vây ở vây hậu môn: 14; Số tia vây ở vây ngực: 16; Số vảy đường bên: 13–17; Số lược mang: 25–27.

## Sinh thái học
A. flavopurpureus là một loài chị em với Amblyglyphidodon aureus. Như loài chị em của nó, trứng của A. flavopurpureus có độ dính và bám chặt trên các nhánh san hô chết, được chăm sóc và bảo vệ bởi cá bố và cá mẹ.